# Nadișu Hododului, Satu Mare
Nadișu Hododului (în maghiară Hadadnádasd, în germană Ungarisch Rohrdorf / Rohrfeld) este un sat în comuna Hodod din județul Satu Mare, Transilvania, România.

 Acest articol despre o localitate din județul Satu Mare este deocamdată un ciot. Puteți ajuta Wikipedia prin completarea lui.